# MyD88
La réponse primaire de différenciation myéloïde 88 (MYD88) ou, en anglais myeloid differentiation primary response 88, est une protéine qui, chez l’homme, est codée par le gène MYD88,. Elle est impliquée dans la voie de transduction de la voie de signalisation des Toll-like receptors (récepteurs de type Toll) chez les vertébrés.

## Organismes modèles
Les organismes modèles ont été utilisés dans l'étude de la fonction MYD88. Le gène a été découvert et cloné par Dan Liebermann et Barbara Hoffman chez la souris. Dans cette espèce, il s'agit d'une protéine adaptatrice universelle, utilisée par presque tous les TLR (à l'exception du TLR 3) pour activer le facteur de transcription NF-KB. MAL (MyD88 adaptor-like protein, également connu sous le nom de TIRAP) est nécessaire pour recruter Myd88 dans les TLR 2 et 4, ensuite MyD88 envoie des signaux via IRAK. Il interagit également sur le plan fonctionnel avec la formation d'amyloïde et le comportement dans un modèle murin transgénique de la maladie d'Alzheimer.
| Caractéristiques                     | Phénotype |
| ------------------------------------ | --------- |
| Viabilité homozygote                 | Ordinaire |
| La fertilité                         | Ordinaire |
| Poids                                | Ordinaire |
| Anxiété                              | Ordinaire |
| Bilan neurologique                   | Ordinaire |
| Force de préhension                  | Ordinaire |
| Plat chaud                           | Ordinaire |
| Dysmorphologie                       | Ordinaire |
| Calorimétrie indirecte               | Ordinaire |
| Test de tolérance au glucose         | Ordinaire |
| Réponse auditive du tronc cérébral   | Ordinaire |
| DEXA                                 | Ordinaire |
| Radiographie                         | Ordinaire |
| Température corporelle               | Ordinaire |
| Morphologie des yeux                 | Ordinaire |
| Chimie clinique                      | Ordinaire |
| Hématologie                          | Ordinaire |
| Lymphocytes du sang périphérique     | Ordinaire |
| Test du micronoyau                   | Ordinaire |
| Poids du cœur                        | Ordinaire |
| Infection à Salmonella               | Anormal   |
| Tous les tests et analyses d'après , |           |

Une lignée de souris à knock-out conditionnelle, appelée Myd88 tm1a (EUCOMM) Wtsi , été générée dans le cadre du programme du Consortium de souris knock-out international - un projet de mutagenèse à haut débit destiné à générer et distribuer des modèles animaux de maladie aux scientifiques intéressés,,. Les animaux mâles et femelles ont été soumis à un criblage phénotypique normalisé afin de déterminer les effets de la délétion,. Vingt et un tests ont été effectués sur des animaux mutants homozygotes, révélant une seule anomalie: les mutants mâles présentaient une sensibilité accrue à l'infection bactérienne.

## Sa fonction
Le gène MYD88 fournit des instructions pour la fabrication d’une protéine impliquée dans la signalisation au sein de cellules immunitaires. La protéine MyD88 agit comme un adaptateur, reliant les protéines qui reçoivent des signaux de l'extérieur de la cellule aux protéines qui relayent les signaux à l'intérieur de la cellule. L'orthologue humain MYD88 semble fonctionner de manière similaire aux souris, puisque le phénotype immunologique des cellules humaines déficientes en MYD88 est similaire à celui des cellules de souris déficientes en MyD88. Cependant, les preuves disponibles suggèrent que MYD88 est indispensable pour la résistance humaine aux infections virales courantes et à toutes les infections bactériennes pyogènes, à l'exception de quelques-unes, démontrant ainsi une différence majeure entre les réponses immunitaires de la souris et celles de l'homme. Des mutations dans MYD88 en position 265, conduisant à un changement de la leucine en proline, ont été identifiées dans de nombreux lymphomes humains, notamment le sous-type ABC de lymphome diffus à grandes cellules B et la macroglobulinémie de Waldenström.

## Les interactions
Il a été démontré que Myd88 interagissait avec: 
- IRAK1[22],[23],[24],[25]
- IRAK2[22],[26],[23]
- Interleukin 1 receptor, type I[27],[26]
- RAC1[28]
- TLR4[29],[30],[31],[22]

## Polymorphismes géniques
Divers polymorphismes mononucléotidiques (SNP) du MyD88 ont été identifiés et, pour certains d'entre eux, une association avec la susceptibilité à diverses maladies infectieuses et à certaines maladies auto-immunes telles que la colite ulcéreuse a été trouvée.